# 楚鲁松杰乡
楚鲁松杰乡，是中国西藏自治区最西端的一个乡，隶属于阿里地区札达县。与印度及印控克什米尔接壤。
楚鲁松杰乡地处札达县西北部的喜马拉雅山西缘，平均海拔4100米，距札达县城托林镇320公里，距离曲松乡政府所在地曲木底110公里。边境线长92公里，有通外山口3个。楚鲁松杰乡北面与印度拉达克的交界处，有楚木惹、斯诺乌山争议区。
楚鲁松杰乡西南面与印度喜马偕尔邦有巨哇、曲惹、江阿尔(Sumdo)争议区，皆为中国主张领土，现由印度实际控制，现今由喜马偕尔邦拉豪爾和斯皮提縣管辖。
2011年，楚鲁松杰农牧民人口为553人。耕地面积为1023亩，人均纯收入为2268.68元。2013年，楚鲁松杰乡辖两个行政村：楚松村、巴卡村。

## 建制沿革
楚魯松杰舊為古格王朝屬地。清代，楚魯松杰地區由西藏雜仁宗管辖。中華民國以後，雜仁宗又譯作“札布讓宗”。1956年，札布讓宗与達巴宗合并设立札达宗。1960年后属札达县。1985年，阿里地区和札达县党政部门组成两级工作组进入楚鲁松杰，设立楚鲁松杰乡，辖4个行政村，隶属于札达县曲松乡。
1999年后，实施“撤区并乡”，楚鲁松杰村并入曲松乡，为札达县最西端的一个行政村。
2012年7月，西藏自治区决定撤销札达县楚鲁松杰村，设立楚鲁松杰乡，行政区域与原楚鲁松杰村一致。9月27日，楚鲁松杰乡正式成立。

## 行政区划
楚鲁松杰乡下辖以下地区：楚松村、巴卡村。
。